# Кастірага-Відардо
Кастірага-Відардо, Кастіраґа-Відардо (італ. Castiraga Vidardo) — муніципалітет в Італії, у регіоні Ломбардія,  провінція Лоді.
Кастірага-Відардо розташована на відстані близько 450 км на північний захід від Рима, 29 км на південний схід від Мілана, 8 км на південний захід від Лоді.
Населення — 2728 осіб (2014).
Щорічний фестиваль відбувається 29 вересня. Покровитель — святий Архангел Михаїл.

## Демографія
Населення за роками:

Станом на 1 січня 2023 року в муніципалітеті офіційно проживало 258 іноземців з 30 країн, серед них 118 громадян країн Євросоюзу та 11 громадян України.

## Сусідні муніципалітети
- Борго-Сан-Джованні
- Казелле-Лурані
- Марудо
- Салерано-суль-Ламбро
- Сант'Анджело-Лодіджано